# استیون هولدن
استیون هولدن (انگلیسی: Stephen Holden؛ زادهٔ ۱۸ ژوئیهٔ ۱۹۴۱) نویسنده، منتقد موسیقی، منتقد فیلم و شاعر آمریکایی است.